# Peter Lyders Dyckmann
Peter Lyders Dyckmann, född troligen kort efter 1700, var en svensk porträttmålare verksam i Norge.

## Liv och verk
Han var från 1742 bosatt i Fredrikstad (i äldre stavning Fredriksstad), som ingår i tätorten Fredrikstad/Sarpsborg i Norge. Befälhavaren ville ha honom utvisad för att han visat speciellt intresse för befästningarna, men han behöll sin borgarklass. År 1760 bodde han på Fredrikshald (Halden) i nuvarande Haldens kommun i Østfold fylke, där han 1760 gifte sig med Antonetta Woxmund och hade en son till dopet.
Dyckmann var möjligen utbildad i miljön från hovmålaren David von Kraffts svenska skola i porträttmåleri och hans elever Olof Arenius och Lorentz Pasch den äldre. David von Krafft hade 1675 blivit kallad till Sverige av sin morbror, David Klöcker Ehrenstrahl, som blev hans lärare, och han utförde porträtt av furstliga familjers medlemmar vid olika hov i Danmark och Tyskland under en studieresa. David von Krafft hade ett stort antal lärjungar och Dyckman blev en av dem, men han är torrare än dessa. Hans äldsta kända porträtt är signerat 1731. Han påverkades av Carl Gustaf Pilos stil i senare arbeten.
Dyckmann porträtterade företrädesvis godsägare och handelsaristokrater i Østfold fylke i sydöstra Norge, särskilt i Moss-distriktet, medlemmar av familjerna Sibbern, Thaulow, Chrystie och Werenskiold. Dessutom har han målat porträtt av ämbetsmän. Norsk porträttarkiv, Riksantikvaren, har hittills registrerat 58 norska porträtt av honom. Alla porträtt känns lätt igen på målningssättet, litet långa ansikten, en lång och gärna böjd näsa, markerade ögonbryn och välformad mun med böjd litet sned underläpp och ett märkbart litet leende. Hudfärgen är delvis blek med blåaktiga skuggor, delvis rödaktiga. Hans tavlor anses av en del konstkritiker vara stereotypa med en blek och kylig färg.
För Borge kyrka i Østfold fylke, Borge kirke (Østfold), målade han 1743 en altartavla med motiv ur korsfästelsen. Målningen har kraftfulla färgeffekter och kvinnorna är tagna ur Østfolds godsägarmiljö. I söder och öster gränsar Østfolds fylke till Sverige (Västra Götalands län och Värmlands län) och i väster ligger Oslofjorden.

## Porträtt (urval) i Norsk Folkemuseum

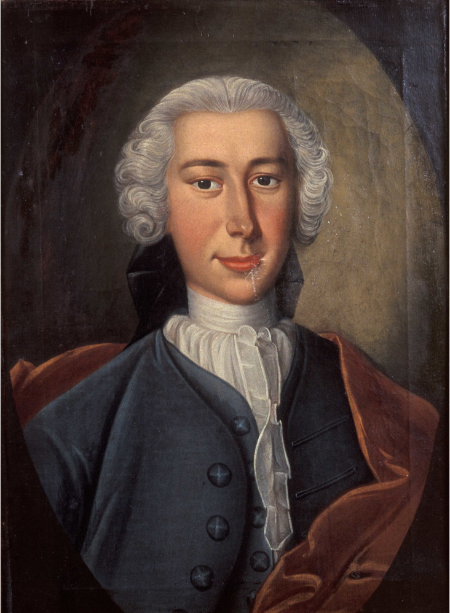
Nils Thaulow.
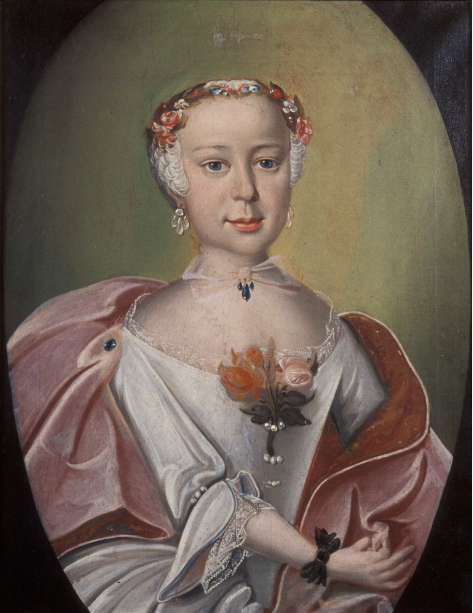
Sophie Elisabeth Thaulow.
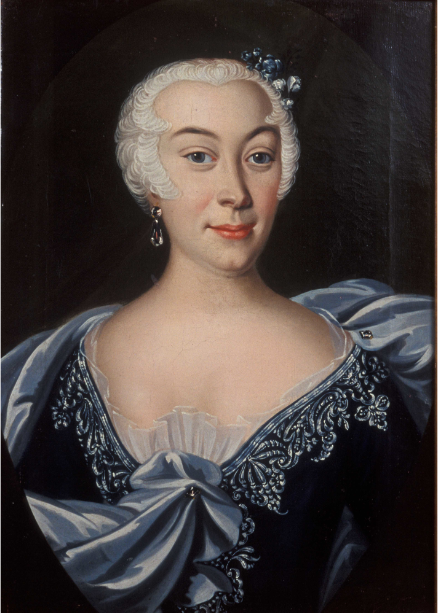
Anne Dorthea Thune.
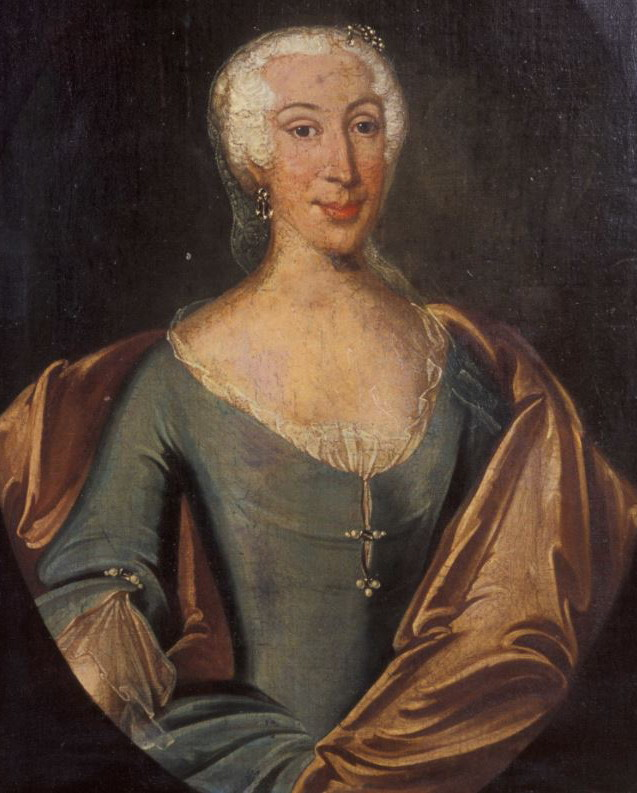
Anne Cathrine Thaulow, född Tyrholm.

## Representerad
Peter Lyders Dyckmann är representerad i ett flertal norska museer med porträtt. Utsmyckning och arbeten i offentliga samlingar:
- Norsk Folkemuseum, Bygdøy i Oslo, Norge (16 porträtt)
- Stavanger Museum, Stavanger, Norge (1 porträtt)
- Borgarsysselmuseet (Borgarsyssel Museum) i Fredrikstad/Sarpsborg, Østfold fylke, Norge (2 porträtt)
- Det Nationalhistoriske Museum på Frederiksborgs slott (Nationalhistoriska museet, Frederiksborgs slott), Danmark